# کریستوفر ال. ایزگرابر
کریستوفر ال. ایزگرابر (انگلیسی: Christopher L. Eisgruber؛ زادهٔ ۲۴ سپتامبر ۱۹۶۱) وکیل و سیاست‌مدار اهل ایالات متحده آمریکا است، که هم‌اکنون رئیس دانشگاه پرینستون می‌باشد.